# Porotrichum thieleanum
Porotrichum thieleanum är en bladmossart som beskrevs av Mitten 1869. Porotrichum thieleanum ingår i släktet Porotrichum och familjen Neckeraceae. Inga underarter finns listade i Catalogue of Life.